# The Sunset Legion
The Sunset Legion is een Amerikaanse western uit 1928 onder regie van Lloyd Ingraham en Alfred L. Werker. Destijds werd de film in Nederland uitgebracht onder de titel De zwarte ruiter.

## Verhaal
Een Texaanse sheriff vermomt zich als gemaskerde ruiter en als gewerenverkoper om een misdaadbende op te rollen. Als verkoper wordt hij verliefd op Susan, de dochter van een oude goudzoeker. Als ruiter kan hij de bende oprollen. Hij redt ook het leven van de oude goudzoeker en wint Susan op die manier voor zich.

## Rolverdeling
| Acteur             | Personage     |
| ------------------ | ------------- |
| Fred Thomson       | Zwarte ruiter |
| Edna Murphy        | Susan         |
| William Courtright | Bill          |
| Harry Woods        | John          |